# FIFA 20
FIFA 20 je fotbalová videohra, 27. díl každoročně vydávané série FIFA, vyvinutá studiem Electronic Arts. Vydána byla 27. září 2019 pro platformy Microsoft Windows, Xbox One, PlayStation 4 a Nintendo Switch. Demo bylo vydáno 10. září 2019 pro Microsoft Windows, Xbox One a PlayStation 4. 19. září 2019 byla vydána plná hra pro uživatele EA Access a 24. září 2019 byly vydány Champions a Ultimate edice.
Hlavní tváří hry byl jmenován křídelník Realu Madrid Eden Hazard a objevil se tak na obalu základní edice. Na obalu Champions edice se objevil obránce Liverpoolu Virgil van Dijk a tváří Ultimate edice byl jmenován bývalý francouzský záložník Zinédine Zidane.
Hra poprvé obsahuje mód VOLTA Football, který tak kromě tradičních zápasů 11 proti 11 obohatil hru o pouliční a futsalové zápasy s menším počtem hráčů. Tento mód je považován za nástupce série FIFA Street.

## Novinky

### Gameplay
Gameplay byl obohacen o lepší fyziku míče a trajektorii střel, dynamické souboje jeden na jednoho, lepší obranné zákroky, systém rozhodujících momentů a přirozenější pohyb hráčů. Předělání se také dočkaly standardní situace, konkrétně volné kopy a penalty.

### Volta
Hlavní změny ve hře se týkají především nového módu VOLTA Football, jehož jméno je možno přeložit z Portugalštiny jako "návrat". Tento mód se zaměřuje především na pouliční fotbal a futsal. Hráč si tak může zahrát zápas 3 proti 3, 4 proti 4, 5 proti 5 či zápas s profesionálními futsalovými pravidly. Mód používá stejný engine jako zbytek hry, ale je zaměřen spíše především na finty, triky a nezávislou hru, než na taktickou vyspělost.
Hráči si zde také mohou vytvořit svoji vlastní postavu, upravit její pohlaví, oblečení, boty, čepice nebo tetování. Po konci módu The Journey ve FIFA 19 si tak může hráč zahrát podobný režim VOLTA Story, tentokrát však se svojí vlastní postavou. Dále se zde nachází režimy VOLTA World, kde si hráč může zahrát proti umělé inteligenci a VOLTA League, kde se může hráč utkat s ostatními hráči z celého světa v systému divizí.
VOLTA Football nabízí možnost zahrát si zápas v celkem 17 lokacích. Kromě generického skladiště a parkoviště tak hráči mohou soupeřit v Amsterdamu, Barceloně, Berlíně, Buenos Aires, Kapském Městě, Lagosu, Londýně, Los Angeles, Mexico City, Miami, New Yorku, Paříži, Riu de Janeiru, Římě a Tokiu.

### Ultimate Team
V Ultimate Teamu se nachází celkem 88 ikon a z toho 15 je pro tento ročník nových. Carlos Alberto, John Barnes, Kenny Dalglish, Didier Drogba, Michael Essien, Garrincha, Pep Guardiola, Kaká, Ronald Koeman, Andrea Pirlo, Ian Rush, Hugo Sánchez, Ian Wright, Gianluca Zambrotta a Zinédine Zidane se tak v Ultimate Teamu představili poprvé.
Dva nové herní módy, Záhadný Míč a King of the Hill, se také představili v režimu Ultimate Team. Záhadný Míč přidává pět bonusů, střelbu, přihrávky, driblink, rychlost a vše najednou a do zápasu tak přináší nepředvídatelnost, zatímco v King of the Hill hráči bojují o držení míče v náhodně vygenerovaných prostorech hřiště za účelem různých bonusů.

### Kariéra
Po neustávající zpětné vazbě ze strany komunity se na vylepšení mohl těšit i režim kariéry, hlavně kariéry trenéra. Do hry tak byly přidány interaktivní tiskové konference a rozhovory s hráči a zcela překopaný systém morálky hráčů, který ovlivňuje hráčské atributy. Dále také možnost úpravy manažerů a jejich pohlaví, systém dynamického potenciálu, nové lokace pro vyjednávání přestupů, nové grafiky pro vybrané ligy a další drobné změny.

### Licence
Ve hře se nachází přes 30 oficiálních lig, přes 700 klubů a přes 17 000 hráčů. Poprvé se zde objevila rumunská Liga I se svými 14 kluby a klub ze Spojených arabských emirátů, Al Ajn. FIFA 20 si také udržela exkluzivní licence pro Ligu mistrů UEFA, Evropskou ligu UEFA a Superpohár UEFA s autentickou grafikou a komentátory.
Kvůli exkluzivnímu partnerství s Pro Evolution Soccer se ve hře neobjevil italský Juventus a jmenuje se tak Piemonte Calcio. Ve hře sice zůstali všichni hráči a jejich podoby, logo a dres však nejsou dostupné a byly nahrazeny designy od EA Sports.
Ve FIFA 20 se nachází celkem 90 licencovaných stadionů ze 14 zemí a k tomu 29 generických. Po postupu Sheffieldu United do Premier League byl do hry přidán stadion Bramall Lane, aby se zajistilo, že ve hře jsou všechny stadiony z této soutěže. Také byly přidány tři španělské stadiony, Estadio El Alcoraz (SD Huesca), Estadio De Vallecas (Rayo Vallecano) a Estadio José Zorrilla (Real Valladolid), francouzský Groupama Stadium (Olympique Lyon), turecký Atatürkův olympijský stadion a americká Red Bull Arena (New York Red Bulls). V rámci nové rozsáhlé licenční smlouvy bylo do hry také přidáno celkem 13 stadionů z Bundesligy a 2. Bundesligy. BayArena (Bayer Leverkusen), Commerzbank-Arena (Eintracht Frankfurt), Düsseldorf Arena (Fortuna Düsseldorf), HDI-Arena (Hannover), Max-Morlock-Stadion (Norimberk), Mercedes-Benz Arena (Stuttgart), Opel Arena (Mohuč), PreZero Arena (Hoffenheim), Red Bull Arena (RB Lipsko), RheinEnergieStadion (Köln), Volkswagen Arena (Wolfsburg), Weserstadion (Werder Brémy) a WWK Arena (Augsburg).